# Вентворт (Нью-Гемпшир)
Вентворт (англ. Wentworth) — місто (англ. town) в США, в окрузі Ґрафтон штату Нью-Гемпшир. Населення — 845 осіб (2020).

### Клімат
| Клімат : Вентворт     | Клімат : Вентворт | Клімат : Вентворт | Клімат : Вентворт | Клімат : Вентворт | Клімат : Вентворт | Клімат : Вентворт | Клімат : Вентворт | Клімат : Вентворт | Клімат : Вентворт | Клімат : Вентворт | Клімат : Вентворт | Клімат : Вентворт | Клімат : Вентворт |
| Показник              | Січ.              | Лют.              | Бер.              | Квіт.             | Трав.             | Черв.             | Лип.              | Серп.             | Вер.              | Жовт.             | Лист.             | Груд.             | Рік               |
| Середній максимум, °C | −2,9              | −1,3              | 4,2               | 11,2              | 18,7              | 23,1              | 25,6              | 24,1              | 19,6              | 13,7              | 6,1               | −0,7              | 11,8              |
| Середній мінімум, °C  | −13,9             | −12,9             | −6,8              | −0,7              | 5,3               | 10,1              | 12,5              | 11,6              | 7,4               | 2,3               | −2,8              | −10,4             | 0,1               |
| Норма опадів, мм      | 53                | 56                | 61                | 69                | 86                | 97                | 89                | 102               | 81                | 84                | 89                | 71                | 935               |
| --------------------- | ----------------- | ----------------- | ----------------- | ----------------- | ----------------- | ----------------- | ----------------- | ----------------- | ----------------- | ----------------- | ----------------- | ----------------- | ----------------- |
| Джерело: Weatherbase  |                   |                   |                   |                   |                   |                   |                   |                   |                   |                   |                   |                   |                   |

## Демографія
Згідно з переписом 2010 року, у місті мешкало 911 осіб у 382 домогосподарствах у складі 258 родин. Було 533 помешкання
Расовий склад населення:
| - 98,1 % — білих - 0,2 % — корінних американців - 0,2 % — чорних або афроамериканців - 0,1 % — азіатів |

До двох чи більше рас належало 1,2 %. Частка іспаномовних становила 0,9 % від усіх жителів.
За віковим діапазоном населення розподілялося таким чином: 18,7 % — особи молодші 18 років, 61,4 % — особи у віці 18—64 років, 19,9 % — особи у віці 65 років та старші. Медіана віку мешканця становила 47,3 року. На 100 осіб жіночої статі у місті припадало 101,5 чоловіків;  на 100 жінок у віці від 18 років та старших — 99,7 чоловіків також старших 18 років.
Середній дохід на одне домашнє господарство  становив 81 109 доларів США (медіана — 62 955), а середній дохід на одну сім'ю — 89 317 доларів (медіана — 65 179). Медіана доходів становила 39 583 долари для чоловіків та 35 625 доларів для жінок. За межею бідності перебувало 10,3 % осіб, у тому числі 18,5 % дітей у віці до 18 років та 3,8 % осіб у віці 65 років та старших.
Цивільне працевлаштоване населення становило 391 особа. Основні галузі зайнятості: освіта, охорона здоров'я та соціальна допомога — 22,0 %, виробництво — 18,7 %, роздрібна торгівля — 12,5 %, мистецтво, розваги та відпочинок — 7,9 %.